# Epilobium confine
Epilobium confine är en dunörtsväxtart som beskrevs av Haussk.. Epilobium confine ingår i släktet dunörter, och familjen dunörtsväxter. Inga underarter finns listade i Catalogue of Life.